# سیارک ۲۴۱۲۳
سیارک ۲۴۱۲۳ (به انگلیسی: 24123 Timothychang، نامگذاری:1999VU35) بیست و چهار هزار و صد و بیست و سومین سیارک کشف شده‌است که در ۳ نوامبر ۱۹۹۹ کشف شد.
قدر مطلق سیارک برابر ۱۶.۲ است.